# Mirikinovití
Mirikinovití (Aotidae) je čeleď ploskonosých opic, které žijí v Jižní a Střední Americe, od Panamy po Paraguay a sever Argentiny. Čeleď mirikinovitých byla vyčleněna z čeledi malpovitých (Cebidae), kde byla zařazena jako podčeleď.

## Rozšíření
Na výše uvedeném teritoriu žijí v primárních i ve starších, druhové bohatších sekundárních tropických lesích, galeriových lesích, mangrovech, v subtropických suchých, stejně jako v lesích sezónně opadávajících. Mají v oblibě husté stromové porostý s bohatými vrcholovými patry. Byly viděny i v nadmořských výškách přes 3000 metrů, kde bývá teplota i jen +5 °C.

## Popis
Mirikinovití jsou jediné noční opice obývající Nový Svět. Studiem fosílií bylo prokázáno, že tato vlastnost se u nich vyvinula až druhotně, jako ochrana před nebezpečím ze strany predátorů a pro možnost se nasytit v době, kdy ostatní potravní konkurenti spí. Mirikina Azaraova, obývající v Argentině a Paraguayi areál Chaca, má schopnost shánět si potravu jak ve dne, tak i v noci. Pravděpodobně se tak chce vyhnout aktivitě za extrémně chladných bezměsíčných nocí.
Opice váží asi okolo 800 až 1200 gramů a měří asi 30 až 40 cm, stejná je i délka jejich ocasů. Rozdíl mezi samci a samicemi ve velikostí téměř není. Hřbet mají zbarvený šedohnědě, tmavý obličej je olemován bíle, na hlavě jsou tři podélné pruhy. Mají buď oranžové břicho a hrdlo (mirikiny andská, Azarova, černohlavá a loretská) nebo hrdlo mají šedé a břicho žluté (mirikiny Brumbackova, Hernandezova, křiklavá, obecná, panamská, severokolumbijská a šedobřichá). Hustota jejich srsti je závislá na prostředí ve kterém žijí.
Mají výborný zrak, kterému ani temná noc nebrání v jasném rozpoznávání předmětů a odhadu vzdálenosti, který je pro pohyb ve větvích vysoko nad zemí životně důležitý. Jejich vidění je dichromatické, vidí jen černobíle, což je výhodou pro prostorové orientaci při nízké světelné úrovni. Kulaté oční bulvy jsou veliké, mají více tyčinek a méně čípků. Sluch mají dobrý, ušní boltce malé.

## Stravování
Jejich základní potravou je ovoce a další plody stromů. Příležitostně se živí také květy, listy, pupeny, hmyzem, který obvykle chytají v letu při soumraku a rozbřesku, spícími ptáky a jejich vejci a mláďaty. Jejich jídelníček je rozdílný u druhů žijících v tropech a u druhů žijících v suchých lesích a v horských oblastech.

## Způsob života
Pohybují se po větvích po čtyřech končetinách a jsou výborní skokané, přeskakují na další stromy i na vzdálenost 5 metrů. Přes den přespávají v dutinách stromů nebo ve spleti lián vysoko v korunách stromů a po západu slunce odcházejí hledat potravu. Krmí se asi do půlnoci, pak 90 až 120 minut odpočívají. Při jasných nocích s úplňkem procestují dvojnásobnou vzdálenost než při bezměsíčných. Do svých spacích míst se vracejí s úsvitem.
Mirikinovití jsou monogamní, žijí v párech, ale mláďata se s rodiči zdržují až do dospělosti, proto obvykle lze spatřit malou skupinku s 2 až 5 zvířaty. Obvod svého území si ohraničují hlasitým voláním o nízké frekvenci které se v lese široko rozléhá, je podobno sovímu. Mají většinou několik rozdílných hlasových projevů pro vzájemnou komunikaci. Ve svém teritoriu také zanechávají pachové značky z močí nebo žlázových výměšků, které slouží k dorozumívání ve skupině.

## Rozmnožování
Samice rodí zhruba po 120 až 130 dnech březosti jedno nebo dvě mláďata, která kojí asi půl roku. Mláďata nejdříve krátce nosí samice a později je předá samci, který se o ně stará asi do jejich 4 až 6 měsíců.
Nemají pro svůj způsob nočního života vysoko v korunách stromů mnoho přirozených nepřátel, snad jen při špatně zvoleném denním úkrytu mohou být kořistí ptačích dravců. Dožívají se v zájetí zhruba asi 12 až 20 let.
Podle IUCN jsou považovány za zranitelné tyto druhy:
- mirikina andská, mirikina Brumbackova, mirikina lemuří a mirikina severokolumbijská.[1]

## Rozdělení mirikin
V poslední době došlo k rozdělení původně jednoho druhu na základě genetických zkoumání na druhů několik, jejich počet ani české názvosloví není dosud stabilní. Zde je jedna z možných klasifikací:
rod mirikina (Aotus) Illiger, 1811
- druh mirikina andská, mirikina svatomikulášská (Aotus miconax) Thomas, 1927
- druh mirikina Azaraova (Aotus azarae) Humboldt, 1812
- druh mirikina Brumbackova, mirikina kolumbijská, mirikina metská (Aotus brumbacki) Hershkovitz, 1983
- druh mirikina černohlavá (Aotus nigriceps) Dollman, 1909
- druh mirikina Hernandezova (Aotus jorgehernandezi) Deffler et Bueno, 2007
- druh mirikina křiklavá (Aotus vociferans) Spix, 1823
- druh mirikina lemuří, mirikina šedobřichá (Aotus lemurinus) I. Geoffroy, 1843
- druh mirikina loretská (Aotus nancymaae) Hershkovitz, 1983
- druh mirikina obecná (Aotus trivirgatus) Humboldt, 1811
- druh mirikina panamská (Aotus zonalis) Goldman, 1914
- druh mirikina severokolumbijská (Aotus griseimembra) Elliot, 1912